# Японська жестова мова
Японська жестова мова (яп. 日本手話, ніхоншюва), також відома за акронімом JSL, це основна жестова мова у Японії і цілковито природна мова. Вона має вплив усної японської мови, але вирізняється від неї.

## Носії
У Японії налічується 304 000 глухих та слабочуючих людей старших за 18 років (2008). Однак немає конкретного джерела щодо кількості мовців JSL, оскільки важко розрізнити, хто спілкується JSL, а хто використовує інші типи знаків, як-от японська калькована жестова мова (яп. 対応手話, тайо:шюва) і японський жестовий піджин (яп. 中間手話, чю:каншюва). За даними Японської асоціації вивчення жестової мови, оціночна кількість користувачів жестової мови в Японії становить близько 60 000.

## Історія
Про жестову мову та спільноту глухих до періоду Едо відомо небагато. У 1862 році шьоґунат Токуґава відправив своїх посланців до різних європейських шкіл для глухих, але перша школа для глухих була заснована лише у 1878 році в Кіото. Її заснував Ташіро Фурукава, який також розробив те, що згодом стало JSL.
До 1948 року глухі діти не були зобов'язані відвідувати школу або отримувати офіційну освіту.
У другій половині 20-го століття відбулася ледь помітна культурна зміна в поглядах на глухих у Японії. Давня концепція, що глухі означає лише «людей, які не чують», наголошувала на фізичному порушенні як частині біомедичної моделі захворювання; однак, це поступово було замінено дещо іншою парадигмою. Глухі люди частіше виявлялися як ті, хто використовує японську жестову мову. Іншими словами, біомедична модель інвалідності почала поступово витіснятися соціальною парадигмою або парадигмою JSL.
Японська федерація глухих працювала з сумнівним успіхом у покращенні комунікативних можливостей для японців, основною мовою яких є японська жестова мова.
Зміна статусу JSL та глухих у Японії — це повільний процес, але є й важливі моменти. Наприклад, Кіко, принцеса Акішіно, пердставниця імператорської родини, вивчала японську жестову мову і є кваліфікованою перекладачкою жестової мови. Вона відвідує конкурс жестової мови для учнів старших класів, який проводиться кожного серпня, та конкурс «Вихваляємо матерів, які виховують дітей з вадами слуху» кожного грудня. У жовтні 2008 року вона взяла участь у 38-й Національній конференції глухих жінок. 
Вона також з'являється на неформальних зустрічах глухих.
Громада глухих підтримала прийняття запропонованого Закону про жестову мову. Основний закон для людей з інвалідністю було прийнятий у 2011 році. Цей закон визнав жестову мову.

### Перекладачі
Повільна інтеграція японської жестової мови в контексті японської культури супроводжується розширенням кількості перекладачів жестової мови:
- 1991: Засновано Японську асоціацію перекладачів жестової мови (JASLI)[11]
- 1997: JASLI затверджено етичний кодекс перекладачів жестової мови[11]
- 2002: Японська федерація глухих та Національна дослідницька асоціація перекладу жестової мови заснували Національний Навчальний Інститут жестової мови[11]

У 2006 році уряд Японії вніс зміни до Закону про підтримку незалежності людей з інвалідністю. Зміни у законі заохочують місцеві органи влади збільшувати кількість та використання послуг перекладачів японської жестової мови.

## Інші жестові терміни в Японії
Японську жестову мову часто плутають з іншими дактильними мовами спілкування, які використовуються в Японії. JSL — це мова, що розвивалася природним чином, та як і будь-яка інша мова, вона має власні лінгвістичні структури. Власні системи вираження розмовної мови часто призводять до хибних граматичних структур і неповних речень як в розмовній, так і в жестовій мові. У Японії існує три види знакових термінів:
- Ніхоншюва (日本手話, JSL; японська жестова мова) — це природна мова, яка, як і всі мови, побудована на унікальній фонології, морфології, синтаксисі та семантиці.
- Тайошюва (対応手話; японська калькована жестова мова, або 日本語対応手話; Ручні жести японською мовою) використовує порядок слів (граматику) японської мови та доповнює жестові слова японською мовою. Іншими словами, Тайошюва — це не жестова мова, а калька звичайної японської мови.
- Чюканшюва (中間手話; японський жестовий піджин) поєднує JSL з граматикою японської мови. У Сполучених Штатах це називається контактною жестовою мовою.

JSL — єдина мова з вище перелічених, яку вважають справжньою жестовою мовою, на відміну від дактильної японської мови. Однак в Японії, усі три види знаків широко називають шюва (яп. 手話, shuwa, досл. «мова рук»).
Їх не слід плутати з наступними, оскільки це окремі мови в різних мовних сім'ях:
- Амамі Шюва (シマ手話; AOSL: жестова мова Амамі Ошіма, також називається жестова мова Конія або Конія Шюва)
- Міякубо Шюва (宮窪手話; Жестова мова Міякубо, також відома як жестова мова Ехіме-Ошіма)

Жестові мови Кореї (KSL; кор.: хангиль: 한국 수화, ханча: 韓國手話, НЛ: Hanguk Suhwa) та Тайваню (TSL; кит. трад.: 台灣手語; піньїнь: Táiwān Shǒuyǔ) мають деякі спільні ознаки з японською жестовою мовою, можливо, через культурний обмін під час періоду японської окупації. JSL має приблизно 60 % лексичної схожості з тайванською жестовою мовою.

## Освіта глухих
Конфлікт у визначенні JSL та Тайо Шюва триває, і це впливає на освіту глухих. У 1990-х роках усна освіта, яка довго використовувалася, була замінена методом тотальної комунікації. Раніше глухих дітей змушували говорити та забороняли використовувати жестову мову у всіх школах для глухих. Завдяки методу тотальної комунікації вчителі використовують декілька способів спілкування, включаючи усну мову, письмову мову та комбіноване спілкування, щоб підібрати для кожної глухої дитини індивідуальний підхід. У той час у Японії поширилася жестова мова, але вона використовувалася разом із розмовним спілкуванням, наприклад, для комбінованого спілкування з Тайошюва.
У 2003 році Японська Асоціація Глухих Дітей та Батьків опублікувала заяву про захист громадянських прав під назвою «Права глухих дітей бути рівними у освіті були порушені». Вони попросили у всіх шкіл вчителів, які могли б викладати японську жестову мову, і вони вимагали курс камбізму[прояснити] JSL у всіх університетах із ліцензіями вчителям для глухих. Однак, Японська федерація глухих заявила, що «права людини можуть бути порушені шляхом розмежування двох способів зв'язку для носіїв JSL та Тайошюва»,[джерело?]. Зрештою, за певної згоди Японської Асоціації Глухих Дітей та Батьків, Федерація асоціацій адвокатів Японії підготувала документ «Висновок щодо вимоги збагаченої освіти з жестової мови» та використала слово «жести» замість JSL. Заява не мала повноваження додати вимогу про те, що вчителі можуть викладати жестовою мовою у всіх школах для глухих. Наразі JSL використовується лише в одній приватній школі в Токіо, Мейсей Ґакуен, а інші школи для глухих використовують інші методи комунікації.

## Двомовна освіта для глухих у Японії
Двомовна освіта для глухих спрямована на опанування японської жестової та писемної мови. Деякі батьки також обирають інші мовні засоби, такі як розмовна мова, для спілкування зі своїми дітьми. Деякі батьки також вирішують використовувати інші засоби, такі як кохлеарні імпланти та слухові апарати для своїх глухих дітей, які володіють жестовою мовою. Щодо освіти глухих, у дослідженнях згадувалося використання жестів як перешкода для опанування писемної мови протягом тривалого часу.[прояснити]
Однак, у нещодавніх статтях повідомляється, що діти, які вільно володіють рідною мовою, мають здатність опановувати другу мову, як і інші учні іноземних мов, навіть якщо способи відрізняються. Тому найважливішим фактором є вільне володіння рідною мовою. Майбутнє завдання полягає в тому, щоб розглянути, як поєднати японську жестову та писемну мову в двомовній освіті.
У Японії двомовна освіта існує у безкоштовній школі (Тацуноко Ґакуен) з 1999 року та у школі (Мейсей Ґакуен) з 2009 року.

## Закон
29 липня 2011 року, було прийнято перший закон про жестову мову, присвячений мові, як акт для людей з інвалідністю.[прояснити], про це було оголошено 5 серпня. Після цього жестова мова була визнана законом як форма мови в Японії.
У 2013 році в префектурі Тотторі було прийнято перший закон про жестову мову. У законі йшлось: «Жести — це мова».[джерело?] Відтоді закон про жестову мову поширився по всій країні на рівні префектур. Існують цілі щодо прийняття закону про жестову мову на національному рівні.
Однак, існують дві суперечливі позиції щодо законодавства про жестову мову, оскільки закони про жестову мову не були написані з посиланням на JSL. Одна позиція стверджує, що небезпечно вводити в оману, ніби жестова мова включає не лише JSL, а й Тайошюва (дактильована японська або синхронне спілкування) та Чюканшюва (контактна жестова мова). Інша стверджує, що, уніфікуючи JSL, закон про мови полегшує дискримінацію різних користувачів жестів (глухих і німих людей).

## Поширеність серед чуючих
Інтерес до жестової мови серед чуючого населення Японії зростає, про що публікується безліч книг, орієнтованих на чуюче населення, щотижнева телевізійна програма, що викладає японську жестову мову, та зростаюча кількість вечірніх шкіл для людей, які чують, де можна вивчати японську жестову мову. Було кілька телевізійних драм, зокрема «Хоші но Кінка» (1995), у яких жестова мова була значною частиною сюжету, а драми жестовою мовою зараз є другорядним жанром на японському телебаченні.
У фільмі 2006 року «Вавилон», режисером якого був Алехандро Гонсалес Іньярріту та який був номінований на численні премії «Оскар», JSL зображено як важливий елемент сюжету. Акторка Рінко Кікучі, у ролі дівчинки яка має проблеми зі слухом, отримала номінацію за найкращу жіночу роль другого плану. У Японії було зібрано близько 40 000 підписів, включаючи як чуючих, так і глухих людей, щоб створити субтитри до фільму японською мовою для глухої аудиторії.
Шкільний драматичний аніме-фільм «Форма голосу» (яп. 聲の形, кириліз.: Кое но катачі), випущений у 2016 році, містить відому глуху персонажку, яка розмовляє японською жестовою мовою, Шьоко Нішімію. Виробництвом займалась компанія Kyoto Animation, режисером виступила Наоко Ямада. Він заснований на однойменній манзі, написаній та проілюстрованій Йошітокі Оймою. Прем'єра фільму в Японії відбулася 17 вересня 2016 року.
Манґа Кохання на кінчиках пальців (яп. ゆびさきと恋々, Юбісакі но ренрен) авторства Суу Морішіта яка містить декілька персонажів що спілкуються JSL, включаючи глуху головну персонажку Юкі Ітосе. Манґа отримала аніме адаптацію on 6 січня 2024 року, студією Ajia-do Animation Works.

## Елементи
Як і інші жестові мови, JSL (зазвичай називається просто 手話, шюва, «розмова руками») складається зі слів або знаків та граматики, які утворюють мову. Знаками JSL можуть бути іменники, дієслова, прикметники або будь-яка інша частина речення, включаючи суфікси, що вказують на час, заперечення та граматичні частки. Жести складаються не лише з жестів рукою, а й з вимовою (яп. 口話, коова, 'Говоріння вустами') (вимова стандартного японського слова зі звуком або без нього). Один і той самий знак може мати одне з двох різних, але семантично пов'язаних значень, як, наприклад, у словах дім та будинок, залежно від його вимови. Ще однією невід'ємною частиною багатьох знаків є вираз обличчя.

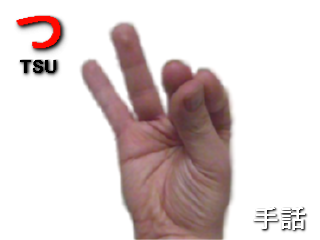
юбімоджі «цу» імітує форму символа з катакани.

На додаток до жестів, і їх граматики, JSL доповнено 'Літерами з пальців' (яп. 指文字, юбімоджі), це форма дактилювання, представлена у Сполучених Штатах Америки на початку двадцятого століття, але менш поширена аніж у Американській жестовій мові. Кожен юбімоджі має відповідник з кани, як ілюстровано у силабрії JSL. Дактилювання здебільшого використовують для запозичених слів, прізвищ, та незвичайних слів.
Через те, що на JSL сильно вплинула складна японська писемність, до неї надано особливої уваги, тому JSL містить спеціальні жести аби відобразити канджі. Для лаконічності, і точності, це жести мають означення певних частовживаних канджі, назв місць, та інколи прізвищ. Написання у повітрі (яп. 空書, Куушьо, 'повітряне письмо') також інколи використовують для прізвищ або назв місць, так само як і у усній Японській.

## Приклади знаків

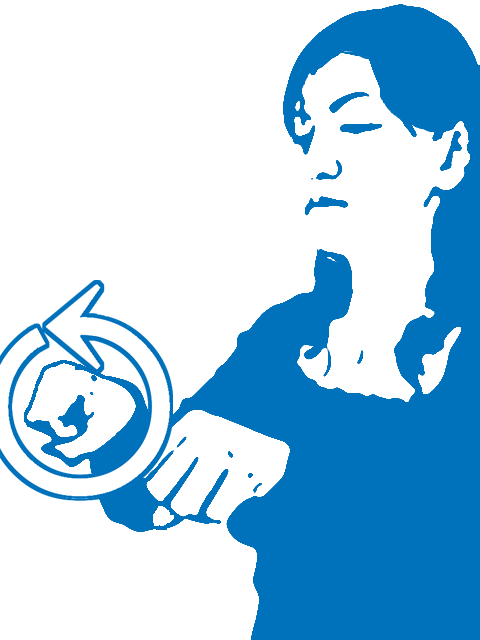
Іменник:
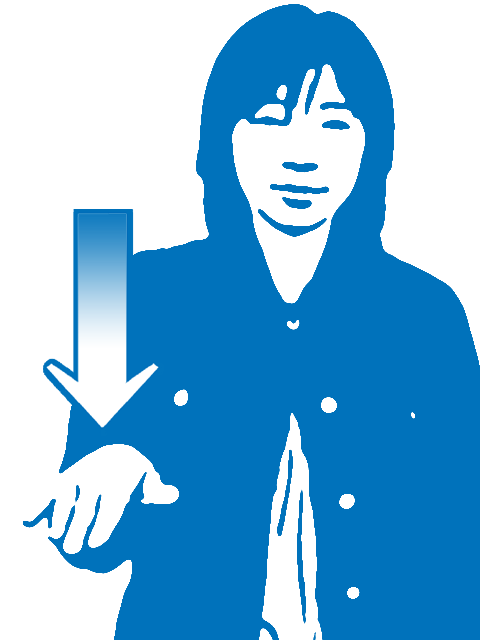
Дієслово:
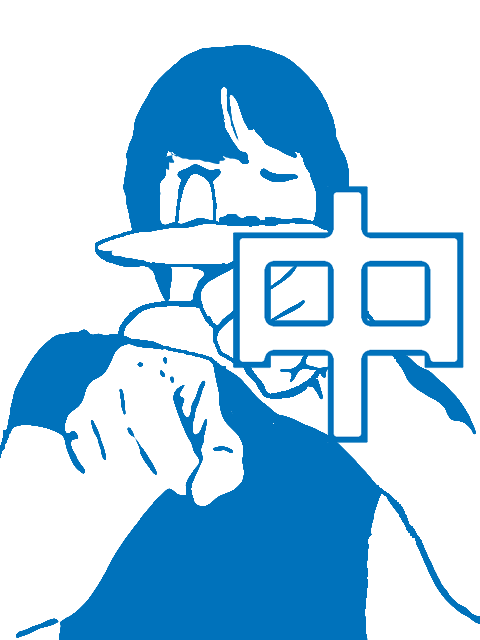
Канджі:
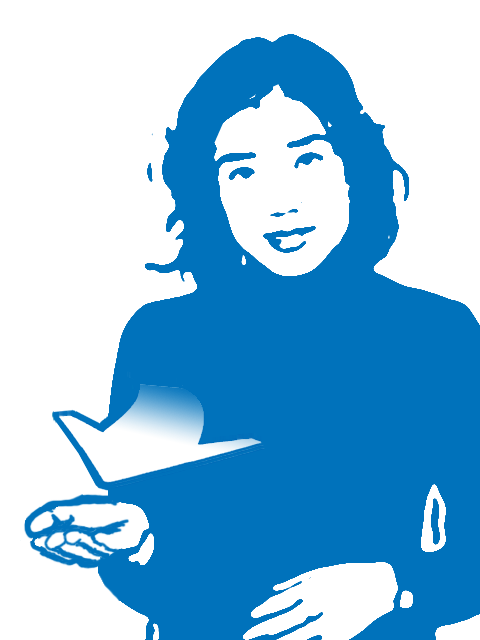

- Іменник: 'велосипед' (яп. 自転車, джітеншя)
- Дієслово: 'робити' (яп. する, суру)
- Канджі: 'середина' (яп. 中, нака, чю)
- Граматична частка для завершення питального речення (яп. か, ка)

## Інші жестові мови в Японії
Деякі спілки, де глухота є відносно поширена, та котрі мали історично мало зв'язку Японією сформували свою власну сільську жестову мову:
- Жестова мова Конія у Амамі Ошіма
- Жестова мова Міякубо in Міякубо, Ехіме

Покращений зв'язок з Японією зробив японську жестову мову поширенішою у порівнянні із сільськими варіантами.